# Jacques Lafleur
Jacques Lafleur (Numeá, 20 de novembro de 1932 - 4 de dezembro de 2010) foi um político francês, líder do movimento anti-independência da Nova Caledónia.